# W Trianguli
W Trianguli är en halvregelbunden variabel av SR-typ i stjärnbilden Triangeln. 
Stjärnan varierar mellan visuell magnitud +7,4 och 8,4 med en period av 108 dygn.